# Bursa (liturgia)
Bursa – rodzaj sprzętu liturgicznego.
W nadzwyczajnej formie rytu rzymskiego sztywna torebka służąca do przechowywania złożonego korporału, która powinna być wykonana z tego samego materiału co ornat. W zwyczajnej formie rytu rzymskiego służy do przechowywania pateny komunijnej lub jako koperta ze sztywnego materiału, w której kapłan, diakon, akolita lub inny upoważniony szafarz Komunii Świętej zanosi ją do chorych. Jest wtedy zawieszana na szyi i w miarę możliwości winna być podtrzymywana przy piersi oraz widoczna dla przechodzących obok szafarza, by mogli oni oddać cześć niesionemu Ciału Pańskiemu. Konsekrowane hostie są chowane do cyborium (lub pyxis), ten zaś owijany korporałem, a całość umieszczana w bursie. Niosący Komunię św. nie powinien rozmawiać w czasie drogi, ale trwać w modlitewnym skupieniu.